# Неравенство Коши для аналитической функции

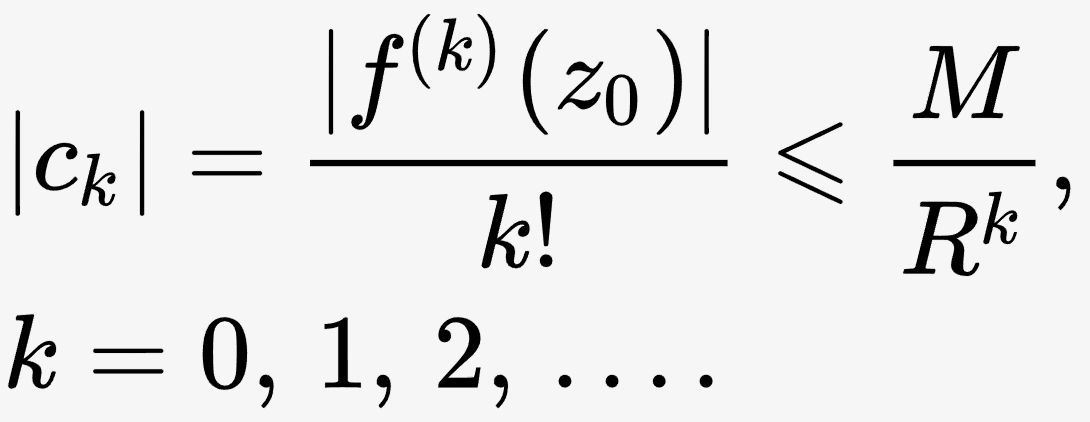
Неравенства Коши. — коэффициент ряда Тейлора функции в точке, — максимум модуля функции на окружности с центром в точке и радиусом

Нера́венство Коши́ — понятие комплексного анализа, раздела математики, неравенство в фиксированной точке комплексной плоскости для модуля производной аналитической функции или для модуля коэффициента разложения этой функции в степенной ряд или в ряд Лорана.
Значение неравенств Коши, играющих существенную роль в теории функций комплексного переменного, состоит в том, что они оценивают производные аналитических функций, хотя и завышенные, используя лишь значение максимума модуля функции.
| Теорема (неравенство Коши). Если аналитическая функция в замкнутом круге радиуса {\displaystyle R} (в открытом кольце) комплексной плоскости имеет максимум {\displaystyle M} своего модуля на границе круга — окружности радиуса {\displaystyle R} (соответственно на любой концентрической окружности радиуса {\displaystyle R} открытого кольца), то модуль любой {\displaystyle k}-й производной не превышает числа {\displaystyle {\frac {Mk!}{R^{k}}}} в центре круга (соответственно в любой точке указанной окружности), а {\displaystyle k}-й коэффициент ряда Тейлора функции (соответственно ряда Лорана функции) не превышает числа {\displaystyle {\frac {M}{R^{k}}}} в центре круга (соответственно в любой точке указанной окружности). |

Замечание. Условие аналитичности функции в замкнутом круге можно заменит на более слабое условие аналитичности функции в открытом круге и её непрерывности в замкнутом круге (аналогичный случай более слабого условия возникает при формулировке леммы Чеботарёва).
Под неравенствами Коши могут понимать только неравенства Коши для производных аналитических функций, поскольку любой сходящийся на комплексной плоскости {\displaystyle \mathbb {C} } степенной ряд есть ряд Тейлора своей суммы:
{\displaystyle f(z)=\sum \limits _{k=0}^{\infty }c_{k}(z-z_{0})^{k},\quad } {\displaystyle c_{k}={\frac {f^{(k)}(z_{0})}{k!}},\quad } {\displaystyle k=0,\,1,\,2,\,\dots .}
Поэтому неравенства Коши можно записать в виде следующей одной формулы:
{\displaystyle |c_{k}|={\frac {|f^{(k)}(z_{0})|}{k!}}\leqslant {\frac {M}{R^{k}}},\quad } {\displaystyle k=0,\,1,\,2,\,\dots .}

## Неравенства Коши
Под неравенствами Коши могут понимать только неравенства Коши для производных аналитических функций, поскольку любой сходящийся на комплексной плоскости {\displaystyle \mathbb {C} } степенной ряд есть ряд Тейлора своей суммы:
{\displaystyle f(z)=\sum \limits _{k=0}^{\infty }c_{k}(z-z_{0})^{k},\quad } {\displaystyle c_{k}={\frac {f^{(k)}(z_{0})}{k!}},\quad } {\displaystyle k=0,\,1,\,2,\,\dots .}
Поэтому неравенства Коши можно записать в виде следующей одной формулы:
{\displaystyle |c_{k}|={\frac {|f^{(k)}(z_{0})|}{k!}}\leqslant {\frac {M}{R^{k}}},\quad } {\displaystyle k=0,\,1,\,2,\,\dots .}

### Неравенства Коши для производных аналитических функций
| Теорема (неравенства Коши для производных аналитических функций). Дано: аналитическая функция {\displaystyle f(z)} в открытом круге {\displaystyle \|z-z_{0}\|<R} (имеющем радиус {\displaystyle R} и центр {\displaystyle z_{0}}) комплексной плоскости {\displaystyle \mathbb {C} }, непрерывная в замкнутом круге {\displaystyle \|z-z_{0}\|\leqslant R}. Доказать: все производные от функции {\displaystyle f(z)} в точке {\displaystyle z_{0}} удовлетворяют неравенствам {\displaystyle \|f^{(k)}(z_{0})\|\leqslant {\frac {Mk!}{R^{k}}},\quad } {\displaystyle k=1,\,2,\,\dots ,} где {\displaystyle M=\max\{\|f(z)\|\colon \,\|z-z_{0}\|=R\}} — максимальное значение модуля функции {\displaystyle f(z)} на окружности {\displaystyle \|z-z_{0}\|=R}. |

Замечание. Условие аналитичности функции в открытом круге и её непрерывности в замыкании круга можно заменит на более простое, но и более сильное условие аналитичности функции в замкнутом круге.
Доказательство. По интегральной формуле Коши
{\displaystyle f^{(k)}(z_{0})={\frac {k!}{2\pi i}}\int \limits _{\Gamma }{\frac {f(w)dw}{(w-z_{0})^{k+1}}}},
где {\displaystyle \Gamma } — окружность {\displaystyle |z-z_{0}|=R}. После оценки этого интеграла получается искомые неравенства Коши:
{\displaystyle |f^{(k)}(z_{0})|\leqslant {\frac {k!}{2\pi }}M{\frac {2\pi R}{R^{k+1}}}={\frac {Mk!}{R^{k}}}}.
Замечание. Эта теорема говорит о том, что увеличение значений производных аналитической функции при {\displaystyle k\to \infty } не произволен, поскольку связан с расстоянием до границы области аналитичности.

### Неравенства Коши для коэффициентов ряда Тейлора
Синоним: неравенства Коши для коэффициентов степенного ряда.
| Теорема 1 (неравенства Коши для коэффициентов ряда Тейлора). Дано: аналитическая функция {\displaystyle f(z)} в замкнутом круге {\displaystyle {\bar {D}}\equiv \{\|z-z_{0}\|\leqslant R\}} комплексной плоскости {\displaystyle \mathbb {C} }, модуль которой не больше вещественного числа {\displaystyle M} на окружности {\displaystyle \Gamma \equiv \partial D}. Доказать: коэффициенты ряда Тейлора функции {\displaystyle f(z)} с центром в точке {\displaystyle z_{0}} удовлетворяют следующим неравенствам: {\displaystyle \|c_{k}\|\leqslant {\frac {M}{R^{k}}},\quad } {\displaystyle k=0,\,1,\,\dots .} |

Замечание. Условие аналитичности функции в замкнутом круге можно заменит на более слабое условие аналитичности функции в открытом круге и её непрерывности на границе круга.
Доказательство. По интегральной формуле Коши
{\displaystyle c_{k}={\frac {1}{2\pi i}}\int \limits _{\Gamma }{\frac {f(w)dw}{(w-z_{0})^{k+1}}},\quad } {\displaystyle k=0,\,1,\,\dots ,}
откуда при {\displaystyle |f(w)|\leqslant M} для всех точек {\displaystyle w\in \Gamma } получаем следующие неравенства:
{\displaystyle |c_{k}|\leqslant {\frac {1}{2\pi }}{\frac {M}{R^{k+1}}}2\pi R={\frac {M}{R^{k}}}.} □
Альтернативная формулировка теоремы состоит в следующем.
| Теорема 2 (неравенства Коши для коэффициентов ряда Тейлора). Дано: Пусть степенной ряд {\displaystyle \sum _{k}c_{k}z^{k}} сходится абсолютно в окрестности некоторой точки {\displaystyle z_{0}\in \mathbb {C} }. Доказать: для достаточно малого {\displaystyle \epsilon >0} верно следующее неравенство: {\displaystyle \|c_{k}\|\leqslant {\frac {M_{\epsilon }}{(\|z_{0}\|+\epsilon )^{k}}},\quad } {\displaystyle k=0,\,1,\,\dots .} |

Доказательство. Неравенство получается при использовании неравенств Коши для производных аналитических функций. □

### Неравенства Коши для коэффициентов ряда Лорана
| Теорема (неравенства Коши для коэффициентов ряда Лорана). Дано: аналитическая функция {\displaystyle f(z)} в открытом кольце {\displaystyle V\equiv \{r<\|z-z_{0}\|<R\}} комплексной плоскости {\displaystyle \mathbb {C} }, модуль которой не больше вещественного числа {\displaystyle M} на окружности {\displaystyle \Gamma \equiv \{\|z-z_{0}\|=\rho \}}, {\displaystyle r<\rho <R}. Доказать: коэффициенты ряда Лорана функции {\displaystyle f(z)} в кольце {\displaystyle V} удовлетворяют следующим неравенствам: {\displaystyle \|c_{k}\|\leqslant {\frac {M}{\rho ^{k}}},\quad } {\displaystyle k=0,\,\pm 1,\,\pm 2,\,\dots .} |

Доказательство 1. По интегральной формуле Коши
{\displaystyle c_{k}={\frac {1}{2\pi i}}\int \limits _{\Gamma }{\frac {f(w)dw}{(w-z_{0})^{k+1}}},\quad } {\displaystyle k=0,\,\pm 1,\,\pm 2,\,\dots .}
откуда при {\displaystyle |f(w)|\leqslant M} для всех точек {\displaystyle w\in V} получаем следующие неравенства:
{\displaystyle |c_{k}|\leqslant {\frac {1}{2\pi }}{\frac {M}{\rho ^{k+1}}}2\pi \rho ={\frac {M}{\rho ^{k}}}.} □
Эту теорему можно также доказать напрямую, без использования интегральной формулы Коши.
1. Случай {\displaystyle k=0}. Сначала докажем требуемое неравенство
{\displaystyle |c_{k}|\rho ^{k}\leqslant M}
для случая {\displaystyle k=0}. Рассмотрим ряд Лорана
{\displaystyle {\mathfrak {O}}(z)=\sum \limits _{-\infty }^{\infty }c_{k}z^{k}={\mathfrak {P}}(z)+{\mathfrak {P}}\left({\frac {1}{z}}\right)},
где
{\displaystyle {\mathfrak {P}}(z)=c_{0}+c_{1}z+c_{2}z^{2}+\cdots },
{\displaystyle {\mathfrak {P}}\left({\frac {1}{z}}\right)={\frac {c_{-1}}{z}}+{\frac {c_{-2}}{z}}^{2}+{\frac {c_{-3}}{z}}^{3}+\cdots }.
Так как степенные ряды {\displaystyle {\mathfrak {P}}(z)} и {\displaystyle {\mathfrak {P}}\left({\frac {1}{z}}\right)} равномерно сходятся на окружности {\displaystyle \Gamma \equiv \{|z-z_{0}|=\rho \}}, для произвольного {\displaystyle \epsilon >0} найдём такое число {\displaystyle m}, что в равенстве
{\displaystyle {\mathfrak {O}}(z)=\sum \limits _{-m}^{m}c_{k}z^{k}+\delta (z)}
для функции {\displaystyle \delta (z)} выполняется неравенство {\displaystyle |\delta (z)|<\epsilon } для любых точек {\displaystyle z} окружности {\displaystyle \Gamma }.
То есть для функции (штрих над суммой пропускает член с номером 0)
{\displaystyle f(z)=c_{0}+\sum \limits _{-m}^{m}\!{\vphantom {\sum }}'c_{k}z^{k}={\mathfrak {O}}(z)-\delta (z)}
для любых точек {\displaystyle z} окружности {\displaystyle \Gamma } верно неравенство 
{\displaystyle |f(z)|\leqslant M+\epsilon }.
1.1. Число {\displaystyle \xi }. Подберём число {\displaystyle \xi }, имеющее модуль {\displaystyle 1} и отличные от нуля целые степени, не равные {\displaystyle 1}. (Существование таких чисел будет показано в п. 2.1.) Пусть {\displaystyle s} — произвольное натуральное число, тогда все точки
{\displaystyle z_{0}=\rho ,\quad z_{1}=\xi \rho ,\quad z_{2}=\xi ^{2}\rho ,\quad \dots ,\quad z_{s-1}=\xi ^{s-1}\rho }
принадлежат окружности {\displaystyle \Gamma }. Тогда имеем равенство
{\displaystyle {\frac {f(z_{0})+f(z_{1})+\cdots +f(z_{s-1})}{s}}=c_{0}+{\frac {1}{s}}\sum \limits _{-m}^{m}\!{\vphantom {\sum }}'c_{k}\rho ^{k}{\frac {\xi ^{ks}-1}{\xi ^{k}-1}}}.
Отсюда
{\displaystyle \left|\sum \limits _{-m}^{m}\!{\vphantom {\sum }}'c_{k}\rho ^{k}{\frac {\xi ^{ks}-1}{\xi ^{k}-1}}\right|\leqslant \sum \limits _{-m}^{m}\!{\vphantom {\sum }}'\left|{\frac {c_{k}\rho ^{k}}{\xi ^{k}-1}}\right|(|\xi ^{ks}|+1)=2\lambda },
где величина
{\displaystyle \lambda =\sum \limits _{-m}^{m}\!{\vphantom {\sum }}'\left|{\frac {c_{k}\rho ^{k}}{\xi ^{k}-1}}\right|}
не зависит от выбранного произвольного натурального числа {\displaystyle s}. Далее получаем:
{\displaystyle |c_{0}|\leqslant {\frac {|f(z_{0})|+|f(z_{1})|+\cdots +|f(z_{s-1})|}{s}}+{\frac {2\lambda }{s}}<M+\epsilon +{\frac {2\lambda }{s}}}.
Так как число {\displaystyle s} как угодно велико, а число {\displaystyle \epsilon } как угодно мало, то
{\displaystyle |c_{0}|\leqslant M},
и тем самым требуемое неравенство доказано для случая {\displaystyle k=0}
2. Случай произвольного {\displaystyle k}. Рассмотрим детально ряд
{\displaystyle z^{-k}{\mathfrak {O}}(z)=\sum \limits _{-\infty }^{\infty }c_{l}z^{l-k}=\sum \limits _{-\infty }^{\infty }c'_{l}z^{l},\quad } {\displaystyle c'_{l}=c_{k+l}.}
В этом ряде коэффициент {\displaystyle c'_{0}=c_{k}}, причём на окружности {\displaystyle \Gamma }
{\displaystyle |z^{-k}{\mathfrak {O}}(z)|\leqslant {\frac {M}{\rho ^{k}}}}.
Учитывая, что раньше было {\displaystyle |c_{0}|\leqslant M}, имеем:
{\displaystyle |c'_{0}|=|c_{k}|\leqslant {\frac {M}{\rho ^{k}}}}.
Требуемое неравенство доказано в полном объёме.
2.1. Число {\displaystyle \xi }. Одним из чисел {\displaystyle \xi } является число
{\displaystyle \xi ={\frac {2-i}{2+i}}}.
В самом деле, имеем, что {\displaystyle |\xi |=1}, и предположим, что имеется такое натуральное {\displaystyle k}, что {\displaystyle \xi ^{k}=1}. Тогда
{\displaystyle (2-i)^{k}=(2+i)^{k}=(2-i+2i)^{k}=}
{\displaystyle =(2i)^{k}+k(2-i)(2i)^{k-1}+\cdots +k(2-i)^{k-1}2i+(2-i)^{k}},
то  есть
{\displaystyle (2i)^{k}=(2-i)(A+Bi)},
где {\displaystyle A} и {\displaystyle B} — целые вещественные числа. Отсюда получаем:
{\displaystyle |(2i)^{k}|^{2}=|(2-i)(A+Bi)|^{2}},
{\displaystyle 4^{k}=(2-i)(2+i)(A+Bi)(A-Bi)=5(A^{2}+B^{2})},
которое противоречиво, поскольку {\displaystyle 4^{k}} никак не может делиться на {\displaystyle 5}. Это противоречие говорит о том, что {\displaystyle \xi ^{k}\neq 1} ни при каком натуральном, а следовательно, и целом {\displaystyle k}, отличном от нуля.

### Более точные оценки
Значение неравенств Коши состоит в том, что они оценивают производные аналитических функций, хотя и завышенные, используя лишь значение максимума модуля функции .
Оценка, даваемые неравенствами Коши
{\displaystyle |f^{(k)}(z_{0})|\leqslant {\frac {M(R)k!}{R^{k}}},\quad } {\displaystyle k=1,\,2,\,\dots ,}
при заданных числах {\displaystyle k} и {\displaystyle z_{0}}, зависит от значения радиуса {\displaystyle R}, который произволен в пределах {\displaystyle 0<R<d(z_{0},\,\partial D)}, где {\displaystyle d(z_{0},\,\partial D)} — расстояние от точки комплексной плоскости {\displaystyle z_{0}} до границы {\displaystyle \partial D} области {\displaystyle D} аналитичности функции {\displaystyle f(z)}.
Для наиболее точной оценки находят минимум функции {\displaystyle {\frac {M(R)}{R^{k}}}} и выбирают именно такой радиус {\displaystyle R}, при котором функция {\displaystyle {\frac {M(R)}{R^{k}}}} достигает своего минимума.
Пример 1. Пусть: 1) область {\displaystyle D} аналитичности функции {\displaystyle f(z)} — это единичный открытый круг {\displaystyle |z|<1}; 2) точка комплексной плоскости {\displaystyle z_{0}}, где осуществляется оценка производных, — это центр {\displaystyle z=0} этого круга; 3) функция {\displaystyle M(R)} отвечает следующему неравенству:
{\displaystyle M(R)\leqslant {\frac {1}{1-R}}}.
Тогда из неравенства
{\displaystyle |f^{(k)}(z_{0})|\leqslant {\frac {M(R)k!}{R^{k}}},\quad } {\displaystyle k=1,\,2,\,\dots ,}
получаем следующее более конкретное неравенство:
{\displaystyle |f^{(k)}(0)|\leqslant {\frac {k!}{(1-R)R^{k}}},\quad } {\displaystyle 0<R<1.}
Для получения самой лучшей оценки найдём минимум функции {\displaystyle {\frac {1}{(1-R)R^{k}}}}, другими словами, найдём максимум функции {\displaystyle (1-R)R^{k}} в интервале {\displaystyle (0,\,1)}. Используя стандартные правила дифференциального исчисления:
{\displaystyle {\frac {\partial (1-R)R^{k}}{\partial R}}=-R^{k}+(1-R)kR^{k-1}=R^{k-1}(k-R(k+1))},
получаем, что искомый экстремум достигается при радиусе {\displaystyle R={\frac {k}{k+1}}} и равен следующей величине:
{\displaystyle (k+1)\left(1+{\frac {1}{k}}\right)^{k}<e(k+1).}
Окончательно получаем:
{\displaystyle |f^{(k)}(0)|\leqslant e(k+1)!.}
Пример 2. Рассмотрим частный случай примера 1, когда исходная функция имеет следующий вид:
{\displaystyle f(z)={\frac {1}{1-z}}}.
Эта функция аналитическая в единичном круге, причём для этой функции {\displaystyle M(R)={\frac {1}{1-R}}}.
В итоге непосредственные вычисления дают следующие равенства:
{\displaystyle f^{(k)}(z)={\frac {k!}{(1-z)^{k+1}}},\quad f^{(k)}(0)=k!.}

## Обобщения неравенств Коши

### Усиление неравенств Коши
1. Ряд Тейлора. Рассмотрим некоторое усиление неравенств Коши, сначала для ряда Тейлора.
| Теорема 1 (интегральное среднее от квадрата модуля аналитической функции). Дано: Ряд Тейлора аналитической функции {\displaystyle f(z)=\sum \limits _{k=0}^{\infty }c_{k}(z-z_{0})^{k}}, сходящийся в открытом круге {\displaystyle \|z-z_{0}\|<R}. Доказать: для любых радиусов {\displaystyle r\in [0,\,R)} интегральное среднее от квадрата модуля функции {\displaystyle f(z)} по окружности {\displaystyle \|z-z_{0}\|=r} радиуса {\displaystyle r} равно следующей сумме квадратов модулей членов ряда Тейлора на данной окружности: {\displaystyle {\frac {1}{2\pi }}\int \limits _{0}^{2\pi }\|f(z_{0}+re^{i\theta })\|^{2}d\theta =\sum \limits _{k=0}^{\infty }\|c_{k}\|^{2}r^{2k}}. |

Доказательство. Представим {\displaystyle |f(z)|^{2}} в следующем виде:
{\displaystyle |f(z)|^{2}=f(z){\overline {f(z)}}=\left(\sum \limits _{k_{1}=0}^{\infty }c_{k_{1}}(z-z_{0})^{k_{1}}\right)\left(\sum \limits _{k_{2}=0}^{\infty }{\overline {c_{k_{2}}}}({\overline {z-z_{0}}})^{k_{2}}\right)}.
Запишем иначе разность {\displaystyle z-z_{0}=re^{i\theta }}, получим:
{\displaystyle |f(z_{0}+re^{i\theta })|^{2}=\left(\sum \limits _{k_{1}=0}^{\infty }c_{k_{1}}(re^{i\theta })^{k_{1}}\right)\left(\sum \limits _{k_{2}=0}^{\infty }{\overline {c_{k_{2}}}}({\overline {re^{i\theta }}})^{k_{2}}\right)}.
Перемножим ряды в правой части равенства и проинтегрируем равенство почленно по окружности при {\displaystyle \theta \in [0,\,2\pi )}:
{\displaystyle {\frac {1}{2\pi }}\int \limits _{0}^{2\pi }|f(z_{0}+re^{i\theta })|^{2}d\theta ={\frac {1}{2\pi }}\sum \limits _{k=0}^{\infty }\int \limits _{0}^{2\pi }c_{k}{\overline {c_{k}}}(re^{i\theta })^{k}(re^{-i\theta })^{k}d\theta +{}}
{\displaystyle {}+{\frac {1}{2\pi }}\sum \limits _{k_{1}=0}^{\infty }\sum \limits _{k_{2}=k_{1}+1}^{\infty }r^{k_{1}+k_{2}}\int \limits _{0}^{2\pi }(c_{k_{1}}{\overline {c_{k_{2}}}}(e^{-i\theta })^{k_{2}-k_{1}}+{\overline {c_{k_{1}}}}c_{k_{2}}(e^{i\theta })^{k_{2}-k_{1}})d\theta +{}}
{\displaystyle =\sum \limits _{k=0}^{\infty }|c_{k}|^{2}r^{2k}}.
Поскольку, по интегральной теореме Коши, интегралы по окружности от аналитических членов ряда с {\displaystyle k_{1}\neq k_{2}} равны нулю, окончательно имеем:
{\displaystyle {\frac {1}{2\pi }}\int \limits _{0}^{2\pi }|f(z_{0}+re^{i\theta })|^{2}d\theta =\sum \limits _{k=0}^{\infty }|c_{k}|^{2}r^{2k}}. □
| Теорема 2 (усиление неравенств Коши). Дано: условие предыдущей теоремы. Доказать: верно следующее неравенство: {\displaystyle \sum \limits _{k=0}^{\infty }\|c_{k}\|^{2}r^{2k}\leqslant M(r)^{2},\quad } {\displaystyle M(r)=\max _{\|z-z_{0}\|=r}\|f(z)\|.} |

Доказательство. По предыдущей теореме получаем:
{\displaystyle \sum \limits _{k=0}^{\infty }|c_{k}|^{2}r^{2k}={\frac {1}{2\pi }}\int \limits _{0}^{2\pi }|f(z_{0}+re^{i\theta })|^{2}d\theta \leqslant {\frac {1}{2\pi }}\int \limits _{0}^{2\pi }M(r)^{2}d\theta =M(r)^{2}}. □
| Теорема 3 (равенство Коши). Дано: Ряд Тейлора аналитической функции {\displaystyle f(z)=\sum \limits _{k=0}^{\infty }c_{k}(z-z_{0})^{k}}, сходящийся в открытом круге {\displaystyle \|z-z_{0}\|<R}, причём хотя бы одно из неравенств Коши обращается в равенство, то есть существуют такие {\displaystyle k_{0}\in \mathbb {N} } и {\displaystyle r\in [0,\,R)}, что {\displaystyle \|c_{k_{0}}\|r^{k_{0}}=M(r)}. Доказать: {\displaystyle f(z)=C(z-z_{0})^{k_{0}}}, где {\displaystyle C\in \mathbb {C} } — некоторая константа. |

Доказательство. По усиленному неравенству Коши для указанного {\displaystyle r}
{\displaystyle M(r)^{2}+\sum _{\begin{smallmatrix}k=0\\k\neq k_{0}\end{smallmatrix}}^{\infty }|c_{k}|^{2}r^{2k}\leqslant M(r)^{2}},
следовательно,
{\displaystyle c_{k}=0,\quad } {\displaystyle k\in \mathbb {N} ,\quad } {\displaystyle k\neq k_{0},}
поэтому
{\displaystyle f(z)=C(z-z_{0})^{k_{0}}},
где {\displaystyle |C|r^{k_{0}}=M(r)}. □
Следствие. Сразу два разные неравенства Коши суть равенства тогда и только тогда, когда {\displaystyle f(z)\equiv 0}.
2. Ряд Лорана. Теперь приведём усиление неравенств Коши для ряда Лорана.
| Теорема 4 (интегральное среднее от квадрата модуля аналитической функции). Дано: Ряд Лорана аналитической функции {\displaystyle f(z)=\sum \limits _{-\infty }^{\infty }c_{k}(z-z_{0})^{k}}, сходящийся в открытом кольце {\displaystyle r<\|z-z_{0}\|<R}. Доказать: для любых радиусов {\displaystyle \rho \in (r,\,R)} интегральное среднее от квадрата модуля функции {\displaystyle f(z)} по окружности {\displaystyle \|z-z_{0}\|=\rho } радиуса {\displaystyle \rho } равно следующей сумме квадратов модулей членов ряда Лорана на данной окружности: {\displaystyle {\frac {1}{2\pi }}\int \limits _{0}^{2\pi }\|f(z_{0}+\rho e^{i\theta })\|^{2}d\theta =\sum \limits _{-\infty }^{\infty }\|c_{k}\|^{2}\rho ^{2k}}. |

Доказательство. Доказательство совпадает с доказательством аналогичной теоремы для ряда Тейлора.
| Теорема 5 (усиление неравенств Коши). Дано: условие предыдущей теоремы. Доказать: верно следующее неравенство: {\displaystyle \sum \limits _{-\infty }^{\infty }\|c_{k}\|^{2}\rho ^{2k}\leqslant M(r)^{2},\quad } {\displaystyle M(r)=\max _{\|z-z_{0}\|=\rho }\|f(z)\|.} |

Доказательство. Доказательство совпадает с доказательством аналогичной теоремы для ряда Тейлора.
| Теорема 6 (равенство Коши). Дано: Ряд Лорана аналитической функции {\displaystyle f(z)=\sum \limits _{-\infty }^{\infty }c_{k}(z-z_{0})^{k}}, сходящийся в открытом кольце {\displaystyle r<\|z-z_{0}\|<R}, причём хотя бы одно из неравенств Коши обращается в равенство, то есть существуют такие {\displaystyle k_{0}\in \mathbb {Z} } и {\displaystyle \rho \in (r,\,R)}, что {\displaystyle \|c_{k_{0}}\|\rho ^{k_{0}}=M(r)}. Доказать: {\displaystyle f(z)=C(z-z_{0})^{k_{0}}}, где {\displaystyle C\in \mathbb {C} } — некоторая константа. |

Доказательство. Доказательство совпадает с доказательством аналогичной теоремы для ряда Тейлора.

### Модификация неравенств Коши
| Теорема (модификация неравенств Коши). Дано: аналитическая функция {\displaystyle f(z)=u+iv} в открытом круге {\displaystyle \|z\|<R'} комплексной плоскости {\displaystyle \mathbb {C} }, а действительная часть этой функции {\displaystyle u\leqslant A} на окружности {\displaystyle \{\|z\|=R\}}, {\displaystyle R<R'}. Доказать: коэффициенты ряда Тейлора функции {\displaystyle f(z)} в открытом круге {\displaystyle \|z\|<R} удовлетворяют следующим неравенствам: {\displaystyle \|c_{k}\|\leqslant {\frac {2A}{R^{k}}}-{\frac {2u(0)}{R^{k}}},\quad } {\displaystyle k=0,\,1,\,2,\,\dots .} |

При {\displaystyle |z|<R} и {\displaystyle |w|=R} по формуле Шварца имеем:
{\displaystyle f(z)={\frac {1}{2\pi }}\int \limits _{0}^{2\pi }u(w){\frac {1+{\frac {z}{w}}}{1-{\frac {z}{w}}}}dt+iv(0)=\sum \limits _{k=0}^{\infty }c_{k}z^{k}},
и поскольку при {\displaystyle |z|<|w|}
{\displaystyle {\frac {1+{\frac {z}{w}}}{1-{\frac {z}{w}}}}=\left(1+{\frac {z}{w}}\right)\left(1+{\frac {z}{w}}+\cdots +{\frac {z^{k}}{w^{k}}}+\cdots \right)=1+\sum \limits _{k=0}^{\infty }{\frac {2}{w^{k}}}z^{k}},
то, подставляя эту формулу в предыдущую и почленно интегрируя, получаем:
{\displaystyle c_{k}={\frac {1}{\pi }}\int \limits _{0}^{2\pi }{\frac {u(w)}{w^{k}}}dt}, {\displaystyle \quad k\geqslant 1}.
Поскольку при целых {\displaystyle k\geqslant 1}
{\displaystyle 0={\frac {1}{\pi }}\int \limits _{0}^{2\pi }{\frac {A}{w^{k}}}dt},
то, вычитая из этого равенства предыдущее, получаем следующее равенство:
{\displaystyle -c_{k}={\frac {1}{\pi }}\int \limits _{0}^{2\pi }{\frac {A-u(w)}{w^{k}}}dt}, {\displaystyle \quad k\geqslant 1}.
А так как по условию теоремы {\displaystyle A-u(w)\geqslant 0} при любых {\displaystyle w}, {\displaystyle |w|=R}, то, осуществляя переход к модулям и учитывая теорему о среднем для гармонических функций {\displaystyle u}, окончательно имеем:
{\displaystyle |c_{k}|\leqslant {\frac {1}{\pi R^{k}}}\int \limits _{0}^{2\pi }(A-u(w))dt={\frac {2A}{R^{k}}}-{\frac {2u(0)}{R^{k}}}}, {\displaystyle \quad k\geqslant 1}.

### Неравенство Коши — Адамара
Значение неравенств Коши состоит в том, что они оценивают производные аналитических функций, хотя и завышенные, используя лишь значение максимума модуля функции .
Неравенства Коши непосредственно приводят к следующей теореме.
| Теорема (неравенство Коши — Адамара). Дано: аналитическая функция {\displaystyle f(z)} в открытом круге {\displaystyle \|z-z_{0}\|<R} (имеющем радиус {\displaystyle R} и центр {\displaystyle z_{0}}) комплексной плоскости {\displaystyle \mathbb {C} }, непрерывная в замкнутом круге {\displaystyle \|z-z_{0}\|\leqslant R}. Доказать: неравенство для предела {\displaystyle \lim _{k\to \infty }\sup {\sqrt[{k}]{\frac {f^{(k)}(z_{0})}{k!}}}\leqslant {\frac {1}{d(z_{0},\,\partial D)}}} где {\displaystyle d(z_{0},\,\partial D)} — расстояние от точки комплексной плоскости {\displaystyle z_{0}} до границы {\displaystyle \partial D} области {\displaystyle D} аналитичности функции {\displaystyle f(z)}. |

Доказательство. Доказательство основано на неравенствах Коши для производных аналитических функций. Зафиксируем в этих неравенствах радиус {\displaystyle R<d(z_{0},\,\partial D)} и извлечём из обеих частей неравенств корень степени {\displaystyle k}:
{\displaystyle {\sqrt[{k}]{\frac {|f^{(k)}(z_{0})|}{k!}}}\leqslant {\frac {\sqrt[{k}]{M}}{R}},\quad } {\displaystyle k=1,\,2,\,\dots .}
Поскольку {\displaystyle \lim _{k\to \infty }{\sqrt[{k}]{M}}=1}, то получаем следующие неравенства для верхних пределов:
{\displaystyle {\overline {\lim _{k\to \infty }}}{\sqrt[{k}]{\frac {|f^{(k)}(z_{0})|}{k!}}}\leqslant {\frac {1}{R}}}.
Учитывая, что в последних неравенствах радиус {\displaystyle R<d(z_{0},\,\partial D)} — произвольное положительное число, то перейдём к пределу при {\displaystyle R\to d(z_{0},\,\partial D)}, окончательно имеем:
{\displaystyle {\overline {\lim _{k\to \infty }}}{\sqrt[{k}]{\frac {|f^{(k)}(z_{0})|}{k!}}}\leqslant {\frac {1}{d(z_{0},\,\partial D)}}}. □
Неравенство Коши — Адамара говорит о том, что величина оценки
{\displaystyle \lim _{k\to \infty }\sup {\sqrt[{k}]{\frac {f^{(k)}(z_{0})}{k!}}}},
которая зависит от значений производных аналитических функций в некоторой точке {\displaystyle z_{0}\in D}, связана обратной зависимостью с расстоянием точки {\displaystyle z_{0}} до границы области, а именно: эта величина оценки не может быть большой при большом расстоянии до границы, там, где граница области аналитически далека от точки {\displaystyle z_{0}}.
Следствие. Если функция {\displaystyle f(z)} целая, то в произвольной точке {\displaystyle z_{0}\in \mathbb {C} } верно следующее равенство:
{\displaystyle \lim _{k\to \infty }\sup {\sqrt[{k}]{\frac {|f^{(k)}(z_{0})|}{k!}}}=0}.
Доказательство. Для целых функций, аналитических во всей комплексной плоскости, единственная граничная точка области находится в бесконечности, поэтому для любой точки {\displaystyle z_{0}} плоскости расстояние {\displaystyle d(z_{0},\,\partial D)=\infty }, то есть {\displaystyle {\frac {1}{d(z_{0},\,\partial D)}}=0}. □
Пример. Рассмотрим функцию {\displaystyle f(z)=\exp z}. При любом {\displaystyle k} имеем: {\displaystyle f^{(k)}(z)=\exp z}, поэтому {\displaystyle |f^{(k)}(z)|=|\exp z|=e^{x}}. Для целой части {\displaystyle m=\left[{\frac {k}{2}}\right]} получаем:
{\displaystyle k!\geqslant k(k-1)\dots (k-m+1)>m^{k-m}},
{\displaystyle {\sqrt[{k}]{k!}}>m^{1-{\frac {m}{k}}}\geqslant {\sqrt {m}}},
следовательно,
{\displaystyle {\sqrt[{k}]{\frac {|f^{(k)}(z_{0})|}{k!}}}<{\frac {e^{\frac {x}{k}}}{\sqrt {\left[{\frac {k}{2}}\right]}}}\to 0} при {\displaystyle k\to \infty }.

### Обобщение на комплексное пространство
Неравенства Коши для комплексного пространства доказываются аналогично неравенствам Коши для комплексной плоскости. Сформулируем одну из теорем неравенств Коши — о неравенствах Коши для производных аналитических функций — для случая нескольких комплексных переменных.
| Теорема (неравенства Коши для производных аналитических функций. Дано: аналитическая функция {\displaystyle f(z)} в открытом поликруге векторного радиуса {\displaystyle \Delta ^{n}(z_{0},\,\mathbf {r} )} комплексного пространства {\displaystyle \mathbb {C} ^{n}}, непрерывная в замкнутом поликруге векторного радиуса {\displaystyle {\bar {\Delta }}^{n}(z_{0},\,\mathbf {r} )}, модуль которой не больше вещественного числа {\displaystyle M} на остове поликруга {\displaystyle \Gamma \equiv \partial \Delta ^{n}(z_{0},\,\mathbf {r} )}. Доказать: все производные от функции {\displaystyle f(z)} в точке {\displaystyle z_{0}} удовлетворяют следующим неравенствам: {\displaystyle \left\|{\frac {\partial ^{k_{1}+\cdots +k_{n}}f(z_{0})}{\partial z_{1}^{k_{1}}\dots z_{n}^{k_{n}}}}\right\|\leqslant k_{1}!\dots k_{n}!{\frac {M}{r_{1}^{k_{1}}\cdots r_{n}^{k_{n}}}},\quad } {\displaystyle k_{1},\,\dots ,\,k_{n}=0,\,1,\,\dots .} |

Неравенства Коши можно записать в виде следующей одной формулы:
{\displaystyle |c_{k_{1},\,\dots ,\,k_{n}}|={\frac {1}{k_{1}!\dots k_{n}!}}\left|{\frac {\partial ^{k_{1}+\cdots +k_{n}}f(z_{0})}{\partial z_{1}^{k_{1}}\dots z_{n}^{k_{n}}}}\right|\leqslant {\frac {M}{r_{1}^{k_{1}}\cdots r_{n}^{k_{n}}}}}.